# Héctor Abad Faciolince
Héctor Abad Faciolince (n. 1 octombrie 1958, Medellín, Columbia) este un scriitor, eseist, jurnalist și editor columbian.  Abad este considerat unul dintre cei mai talentați scriitori ai boomului post-latin american, fiind cunoscut mai ales pentru romanele Angosta și El Olvido que Seremos.

## Biografie

### Familie
Héctor Abad Faciolince s-a născut și a fost crescut în Medellín, unul din cele mai mari orașe ale Columbiei. Părinții săi sunt Cecilia Faciolince și Héctor Abad Gómez, un proeminent medic, profesor universitar, fondator al Școlii naționale de sănătate publică și lider al mișcării drepturilor omului. Abad a fost singurul băiat printre cele cinci fete ale cuplului.